# Das unsterbliche Lied
Das unsterbliche Lied (auch Stille Nacht, heilige Nacht bzw. Das Lied der Heimat) ist ein Spielfilm des Regisseurs Hans Marr. Der Film um das Weihnachtslied Stille Nacht, heilige Nacht wurde am 1. Dezember 1934 in München erstmals aufgeführt.

## Handlung
Der Lehrer Franz Gruber hat gerade einen Brief erhalten, in dem ihm angekündigt wird, dass eine seiner Kompositionen am Weißen Sonntag in Salzburg aufgeführt werden soll. Voller Freude teilt er dies seinem Freund, Pfarrer Mohr mit, der ihn zu diesem Erfolg beglückwünscht.
Gruber und seine Frau nehmen am Weißen Sonntag an der Prozession und dem anschließenden Gottesdienst teil. Während sie nach der Messe noch ein wenig mit dem Domkapellmeister im „Petrikeller“ feiern, nimmt ein Teil der Gottesdienstgemeinde an einer fröhlichen Floßfahrt teil. Ein kleines Unglück trübt die Freude, denn Traudel, die Tochter vom Sternwirt, fällt ins Wasser, und nur die schnelle Hilfe von Lois, der Traudel heimlich verehrt, rettet ihr das Leben. Zu gern würde er um ihre Hand anhalten, aber ihr Vater lehnt ihn strikt ab. Selbst als Traudel ihrem Vater gesteht, Lois zu lieben, will er davon nichts hören. Letztendlich sagt er sich von ihr los, und Traudel verlässt mit Lois ihr Vaterhaus. Mit Grubers Fürsprache werden sie im Stillen von Pfarrer Mohr getraut, der ihnen nur noch den frommen Wunsch mitgeben kann, dass sich mit Gottes Hilfe alles zum Guten wenden möge.
So gehen fünf Jahre ins Land, und aus dem verliebten Paar ist eine kleine Familie mit einem Sohn geworden. Sie wohnen in einer Hütte in den Bergen, doch eines Tages nimmt ihnen eine Lawine all ihr Hab und Gut. Froh, mit dem Leben davongekommen zu sein, will Traudel mit ihrer Familie zu ihrem Vater zurückkehren. Doch der alte Mann bleibt verbittert und hart. Nur die Magd hat ein Einsehen und bringt die Familie bei dem kalten Dezemberwetter im Stall unter, damit sie es zumindest warm hat. Dort kommt am späten Abend Pfarrer Mohr vorüber und wundert sich, dass hier noch ein Licht leuchtet. Er sieht durchs Fenster und erblickt die drei wie die Heilige Familie, und ihm fallen die Bibelworte ein: „Und sie hatten sonst keinen Platz in der Herberge“. Der Anblick des blondgelockten Knaben, den seine Eltern zum Schlafen auf weiches Stroh in den Futtertrog der Tiere gelegt haben, inspiriert ihn zu einem Gedicht. Das lässt er noch am nächsten Tag von seinem Freund Gruber vertonen und hofft, damit das Herz des Sternenwirts endlich zu erweichen. Zugleich will er mit diesem Lied das Problem der kaputten Orgel lösen, die sich nicht mehr reparieren lässt, denn es ist Weihnachten, und eine Christmette ohne Musik ist für ihn undenkbar. So ist alles vorbereitet, und in seiner Weihnachtspredigt mahnt der Pfarrer die Gemeinde, ihre Herzen nicht zu verschließen und niemanden abzuweisen, weil dies unchristlich sei. Als dann die liebliche Melodie erklingt und der kleine Loisl an seinen Großvater herantritt und fragt, warum er denn weine, bricht die Verbitterung des Sternenwirts endlich auf. Er streichelt und küsst seinen Enkel und reicht seiner Tochter und seinem Schwiegersohn die Hand zur Versöhnung.

## Produktionsnotizen, Veröffentlichung

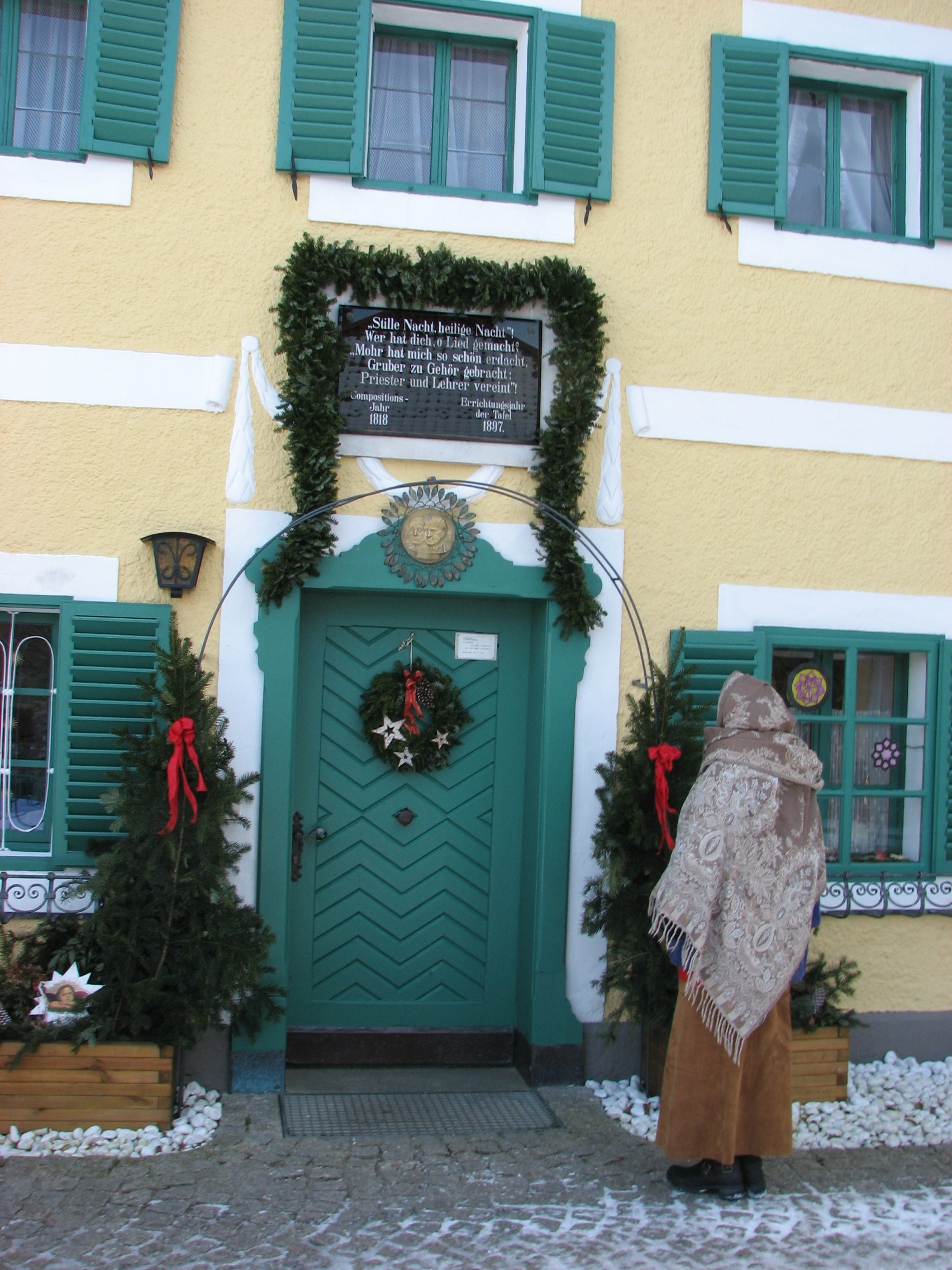
Grubers Schule in Arnsdorf bei Lamprechtshausen (2003)

Das unsterbliche Lied entstand zwischen Ende März und Mai 1934 am Jungfraumassiv (Schweiz), in den Bayerischen Alpen und in Salzburg (Außenaufnahmen). Die Studioaufnahmen entstanden in den Bavaria-Ateliers (Geiselgasteig bei München, Vita-Atelier in Wien-Rosenhügel) unter der Mitwirkung des Salzburger Domchors. Der Lehrer Gruber wurde vom leiblichen Enkel des Komponisten dargestellt. Das Schulgebäude, in dem Gruber unterrichtete, wurde original als Kulisse verwendet. Die Filmbauten entwarf Hans Schneeberger, unterstützt von Josef König.
Die Produktion dieser deutsch-schweizerischen Zusammenarbeit erfolgte durch Bavaria Film AG (München) und Arophon-Film (Zürich). Der Kinoverleih lag bei Hans Marder, der den Film am 1. Dezember 1934 in München uraufführte. Die Schweizer Erstaufführung erfolgte am 7. Dezember 1934 im Zürcher Apollo-Kino. Die Berliner Premiere war am 11. Dezember 1934 im Mozartsaal.
Der Film war von der Zensurbehörde in Deutschland zunächst mit einem Jugendverbot belegt worden, im Beschwerdeverfahren wurde dieses dann aber aufgehoben, u. a., weil einige Passagen herausgeschnitten worden waren.

## Kritik
Der Deutsche Filmdienst wertete: „Die Entstehungsgeschichte des Weihnachtsliedes ‚Stille Nacht, heilige Nacht‘ – verknüpft mit einer dörflichen Liebesgeschichte. Sentimentaler Heimatfilm.“